# Blair Lee
Blair Lee (ur. 9 sierpnia 1857, zm. 25 grudnia 1944) – amerykański polityk związany z Partią Demokratyczną.
W latach 1914–1917 był przedstawicielem stanu Maryland w Senacie Stanów Zjednoczonych.
Jego pradziadkiem był Richard Henry Lee, polityk z okresu rewolucji amerykańskiej, sygnatariusz deklaracji niepodległości Stanów Zjednoczonych, prezydent Kongresu Kontynentalnego i senator Stanów Zjednoczonych z Wirginii.